# Biserica reformată din Crișeni

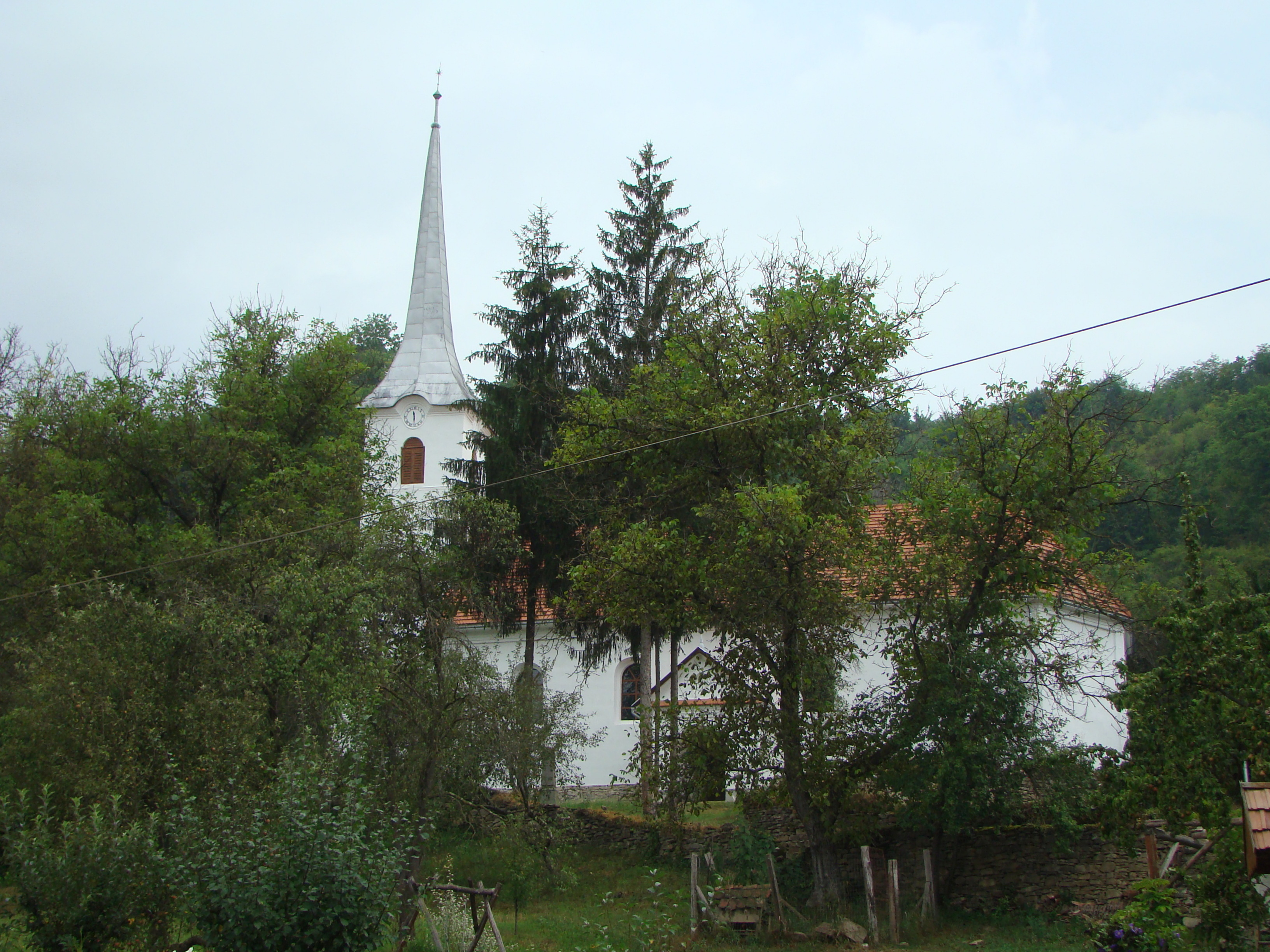
Biserica reformată din Crișeni (august 2020)

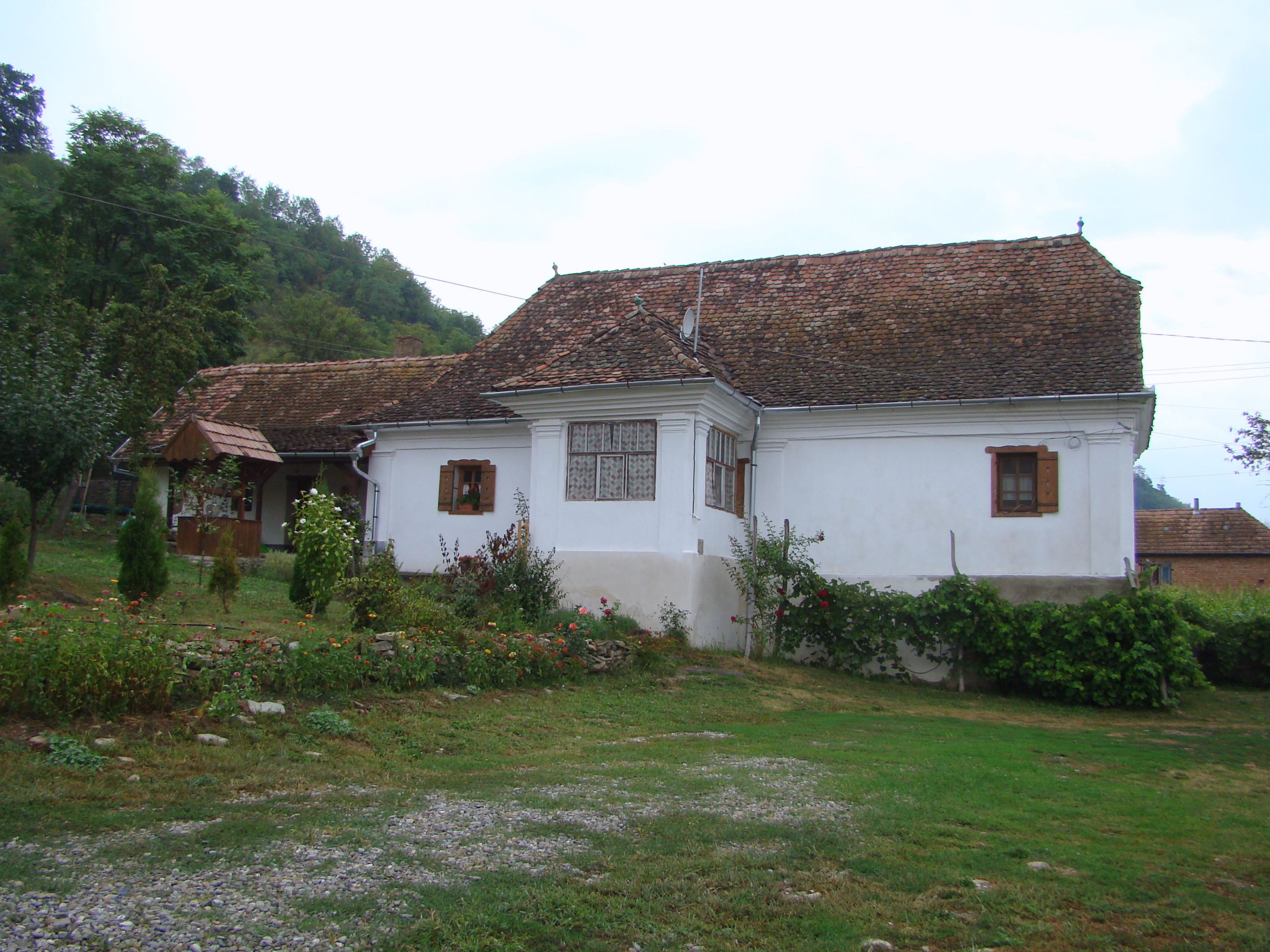
Casa parohială reformată

Biserica reformată din Crișeni este un lăcaș de cult aflat pe teritoriul satului Crișeni, comuna Atid, județul Harghita. A fost construită în secolul al XIX-lea, pe locul bisericii medievale.

## Localitatea
Crișeni (în maghiară Kőrispatak) este un sat în comuna Atid din județul Harghita, Transilvania, România. A fost menționat pentru prima oară în anul 1382, cu denumirea Corospatak.
Satul Crișeni este situat pe valea pârâului Cușmed, la 6 km vest de Atid. Este sat de hotar al județului Harghita.

## Biserica
Nu există documente despre biserica medievală, dar exista cu siguranță o biserică în Evul Mediu, pentru că în perioada Reformei credincioșii s-au împărțit între reformați și unitarieni. Biserica medievală a rămas reformaților, care erau majoritari. Vârsta ei poate fi dedusă din faptul că partea rămasă din zid păstrează elemente gotice, care au fost salvate atunci când biserica a fost reconstruită și extinsă între 1819-1822, după un incendiu.
Turnul a fost ridicat în 1773, nava între 1819 și 1822, iar piciorul de piatră al porții în 1827.
În 1861 acoperișul din șindrilă a fost schimbat mai întâi cu unul din tablă, apoi cu unul din țiglă. Tavanul navei s-a prăbușit de mai multe ori, tavanul casetat datând din 1911. Orga a fost construită de Boda József în 1840. Cele două clopote din turn au fost turnate în 1840 la Sighișoara, respectiv în 1925 la Sibiu.

## Vezi și
- Crișeni, Harghita

## Imagini din exterior

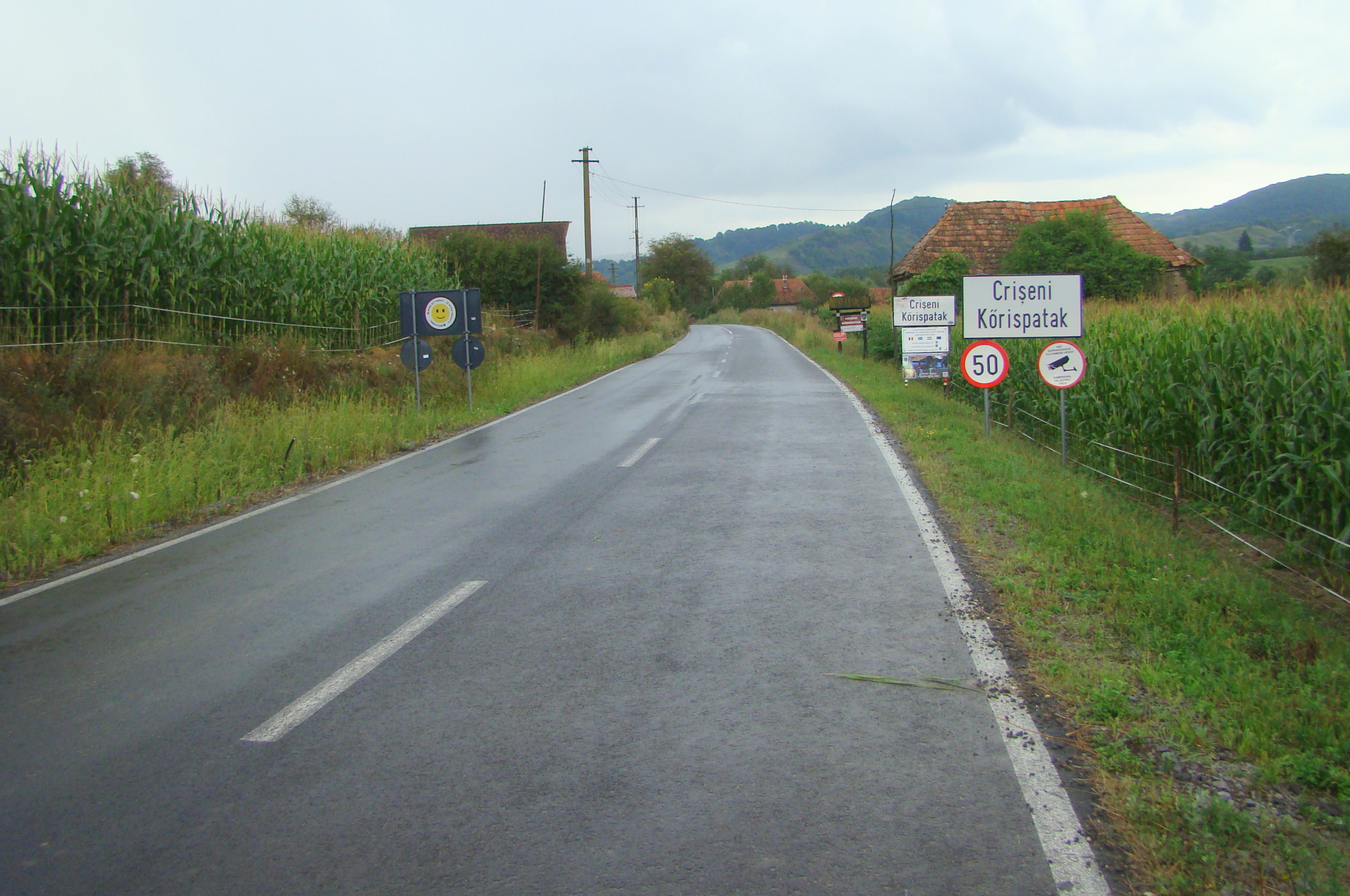
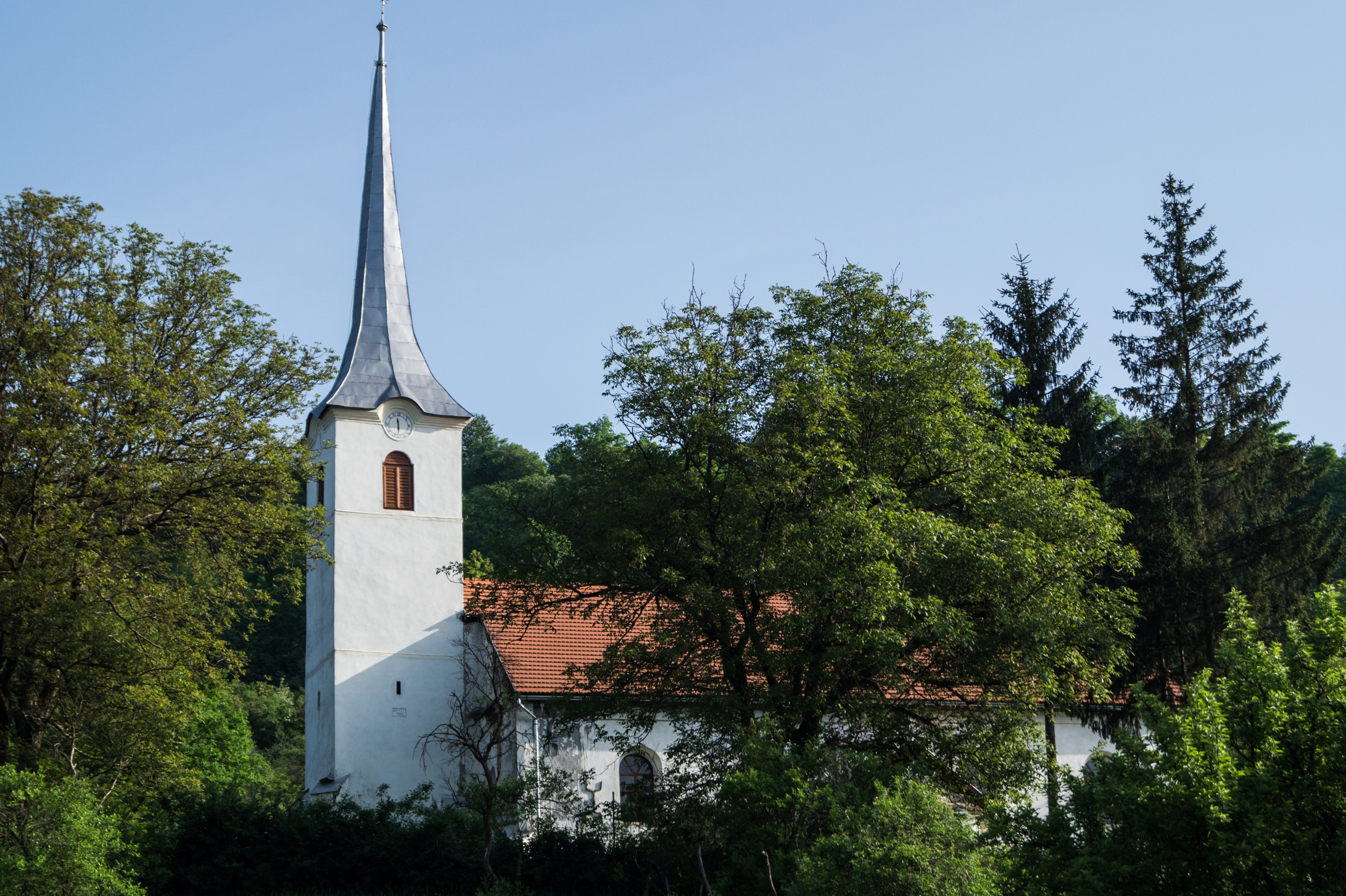
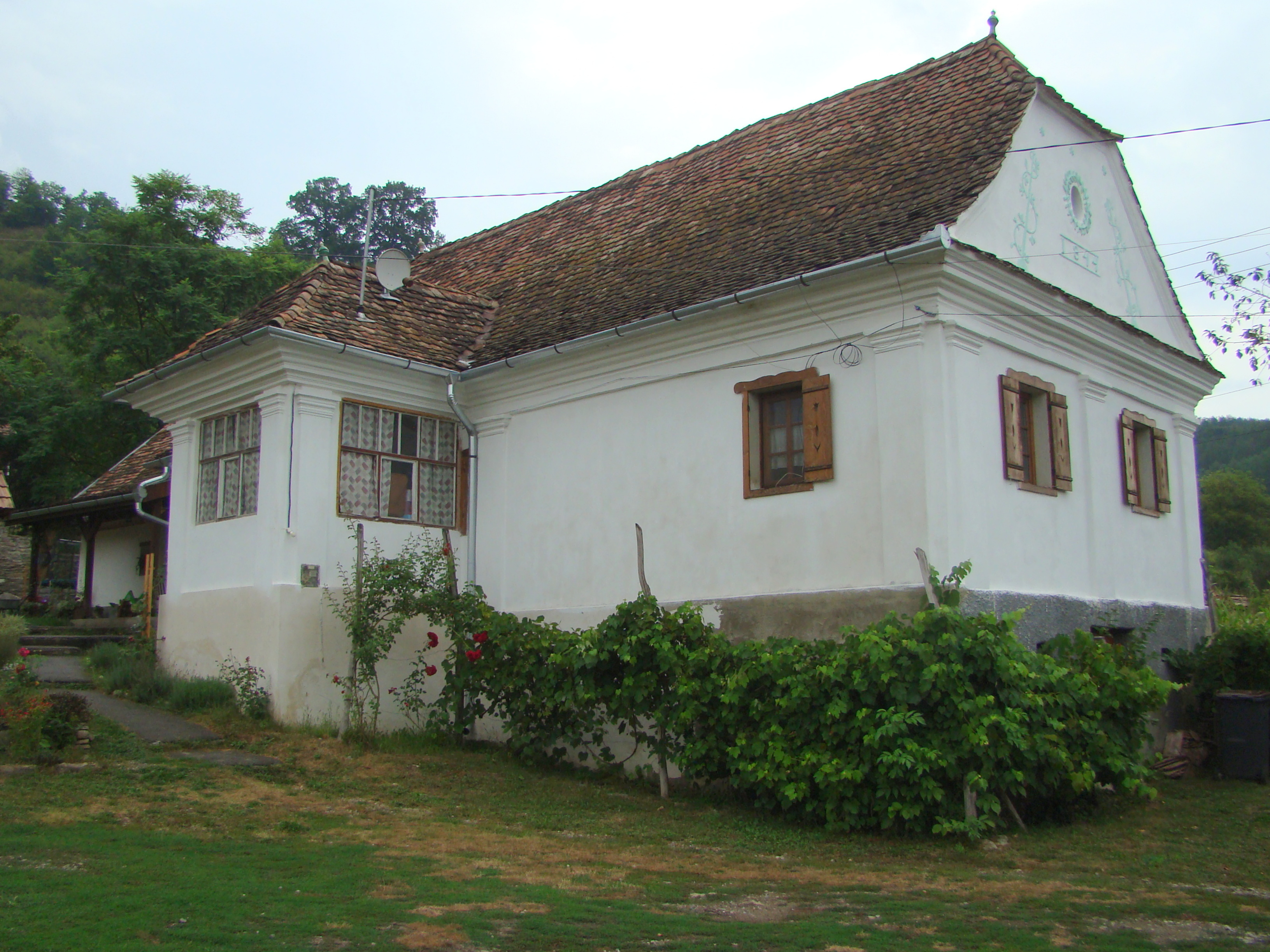
Casa parohială reformată
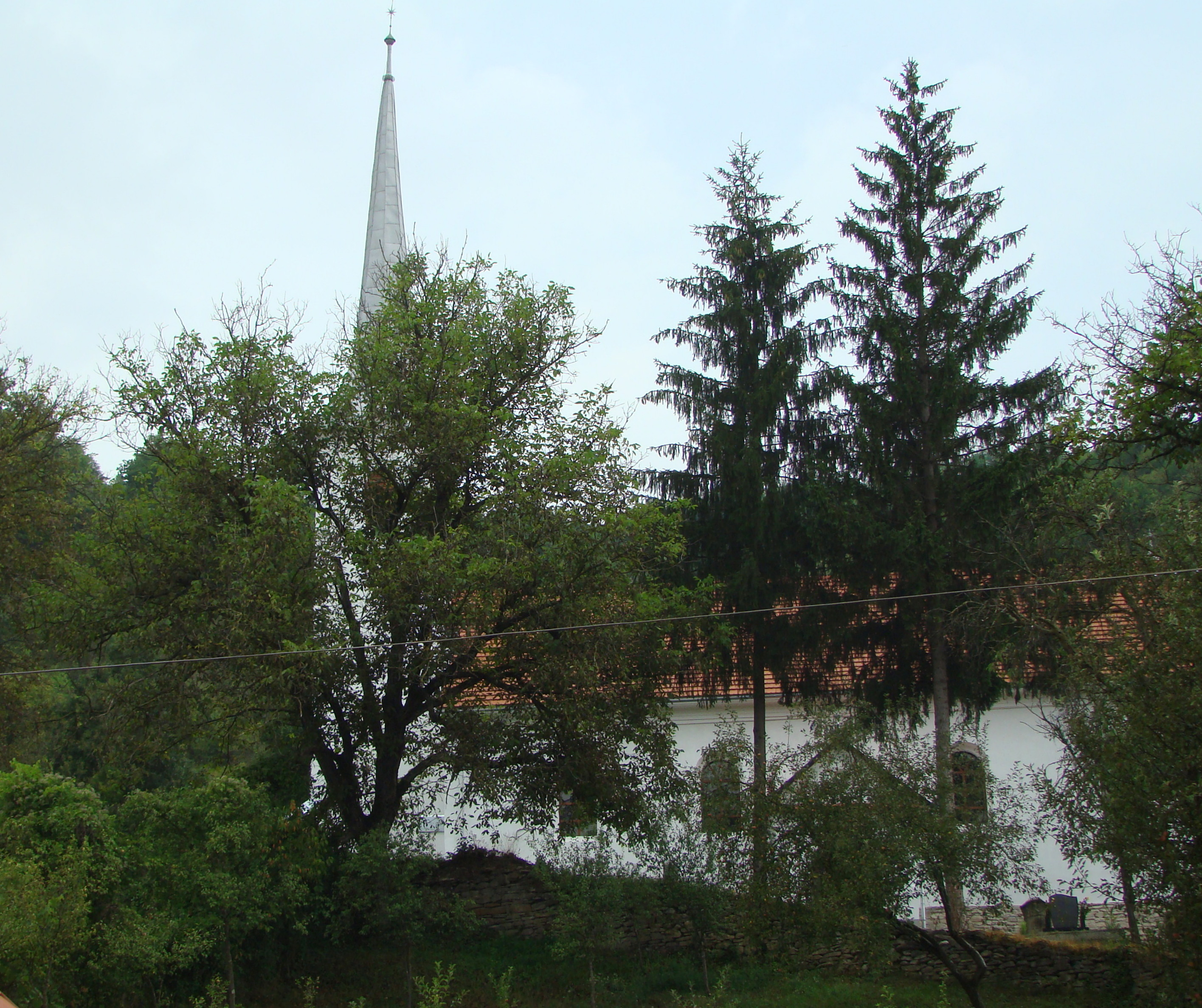